# Leszek Dąbrowski (1911–1995)
Leszek Dąbrowski (ur. 12 listopada 1911 w Warszawie, zm. 19 kwietnia 1995 tamże) – polski architekt, historyk architektury, uczestnik i kierownik polskich misji archeologicznych.

## Życiorys
Studiował na Politechnice Warszawskiej. Brał udział w kampanii wrześniowej, w wyniku której dostał się do niewoli i spędził kilka lat w obozie jenieckim. Od 1948 był związany zawodowo z Politechniką, na której został zatrudniony jako asystent w Katedrze Historii Architektury. W 1955 uzyskał doktorat, a następnie został adiunktem. W 1966 habilitował się.
Od 1957 współpracował z polskimi misjami archeologicznymi.  Od 1959 był naczelnym architektem Polskiej Stacji Archeologii Śródziemnomorskiej w Kairze. W latach 60. prowadził też wykopaliska w Aleksandrii  i był kierownikiem prac rekonstrukcyjnych świątyni Hatszepsut w Deir el-Bahari. Od 1971 do 1973 był głównym architektem wykopalisk w bułgarskim Novae. 
Poza macierzystą uczelnią prowadził także wykłady w trzech instytucjach UW: Instytucie Orientalistyki, Instytucie Historii Sztuki oraz na Studium Afrykanistycznym.